# コスモス国際賞
コスモス国際賞（コスモスこくさいしょう、Cosmos International Prize）は、1990年に大阪で開催された「国際花と緑の博覧会」を記念し、その理念である「自然と人間との共生」を継承・発展させることを目的として、公益財団法人国際花と緑の博覧会記念協会が創設した国際的な学術賞である。

## 概要
1993年に第1回が開始され、地球上の生命現象に関わる研究や業績を対象とする。具体的には、自然界の生命の多様なありようや人間との関わり、自然の一員としての人間の文化・文明活動に関する研究で、「自然と人間との共生」の理念に貢献するものが選ばれる。受賞者（1個人または1チーム）には賞金4000万円が授与される。

### 対象分野
- 自然科学（生物学、生態学など）および人文・社会科学の幅広い研究
- 賞の理念に関連する思想、芸術、評論等の業績

### 選考の観点
- 地球的視点を持ち、特定の地域や現象でも普遍性があること
- 長期的な視点を持ち、直接的な問題解決型でないこと
- 包括的かつ統合的な研究・業績であること

### 選考プロセス
「コスモス国際賞委員会」とその下部組織である「コスモス国際賞選考専門委員会」が、世界各国からの推薦を審査し、受賞者を決定する。選考委員は国内外の学識経験者で構成される。

## 歴史
コスモス国際賞は、1990年の国際花と緑の博覧会（花博）の成功を背景に、持続可能な社会と自然保護の理念を継承するために設立された。花博のテーマ「花と緑を通じて自然と人間の調和」を反映し、地球規模での生物多様性保全や持続可能な開発に寄与する研究を顕彰することを目指す。1993年の第1回授賞以来、国際的な注目を集め、生物学や生態学、環境哲学などの分野で先駆的な業績を表彰してきた。2020年は新型コロナウイルス感染症の流行の影響により選考が中止されたが、翌年以降再開された。

## 受賞者と授賞理由
| 年     | 回     | 受賞者                               | 授賞理由                                                                       | 出典   |
| ------ | ------ | ------------------------------------ | ------------------------------------------------------------------------------ | ------ |
| 2025年 | 第32回 | デービッド・アンドリュー・キース     | IUCN生態系レッドリストの構築を主導し、生物多様性保全の科学的基盤を確立         | [ 3 ]  |
| 2024年 | 第31回 | ウィリアム・ジェームズ・サザーランド | 生物保全科学の先駆者として、科学的根拠に基づく保全政策を推進                   | [ 2 ]  |
| 2023年 | 第30回 | en                                   | 環境倫理とリスク評価を通じた環境正義の提唱                                     | [ 4 ]  |
| 2022年 | 第29回 | フェリシア・キーシング               | 生態系の相互作用と生物多様性の保全に関する研究                                 | [ 5 ]  |
| 2021年 | 第28回 | ピーター・ベルウッド                 | 人間の移動と文化進化に関する考古学的研究                                       | [ 6 ]  |
| 2020年 | -      | 該当なし                             | 新型コロナウイルス感染症の流行により中止                                       | [ 2 ]  |
| 2019年 | 第26回 | スチュアート・ピム                   | 数学的手法を用いた生物種の絶滅速度分析と大量絶滅の警告                         | [ 7 ]  |
| 2018年 | 第25回 | オギュスタン・ベルク                 | 自然と文明の二元論克服を提唱                                                   | [ 8 ]  |
| 2017年 | 第24回 | ジェーン・グドール                   | 野生チンパンジー研究を通じた人間の本性の進化的起源の解明                       | [ 9 ]  |
| 2016年 | 第23回 | 岩槻邦男                             | 植物分類学と生物多様性保全の推進                                               | [ 10 ] |
| 2015年 | 第22回 | ヨハン・ロックストローム             | プラネタリー・バウンダリー（地球の限界）概念の提唱と持続可能な開発目標への影響 | [ 11 ] |
| 2014年 | 第21回 | フィリップ・デスコラ                 | 人類学を通じた自然と文化の関係性の再定義                                       | [ 12 ] |
| 2013年 | 第20回 | ロバート・トリート・ペイン           | 生態系における捕食者の役割と「キーストーン種」概念の提唱                       | [ 13 ] |
| 2012年 | 第19回 | エドワード・オズボーン・ウィルソン   | 生物多様性研究と社会生物学の確立                                               | [ 14 ] |
| 2011年 | 第18回 | 海洋生物センサス科学推進委員会       | 海洋生物多様性の包括的調査                                                     | [ 15 ] |
| 2010年 | 第17回 | エステラ・B・レオポルド              | 古生態学を通じた環境保全の推進                                                 | [ 16 ] |
| 2009年 | 第16回 | グレッチェン・デイリー               | 生態系サービスの経済的評価                                                     | [ 17 ] |
| 2008年 | 第15回 | ファン・グェン・ホン                 | マングローブ生態系の保全と復元                                                 | [ 18 ] |
| 2007年 | 第14回 | ジョージナ・メイス                   | 生物多様性評価基準の開発                                                       | [ 19 ] |
| 2006年 | 第13回 | ラマン・スクマール                   | アジアゾウと人間の共存研究                                                     | [ 20 ] |
| 2005年 | 第12回 | ダニエル・ポーリー                   | 海洋漁業の持続可能性研究                                                       | [ 21 ] |
| 2004年 | 第11回 | フーリャ・カラビアス・リジョ         | メキシコの熱帯林保全                                                           | [ 22 ] |
| 2003年 | 第10回 | ピーター・ハミルトン・レーブン       | 植物多様性保全の国際的リーダーシップ                                           | [ 23 ] |
| 2002年 | 第9回  | チャールズ・ダーウィン研究所         | ガラパゴス諸島の生態系保全                                                     | [ 24 ] |
| 2001年 | 第8回  | アン・ウィンストン・スパーン         | 景観設計を通じた人間と自然の調和                                               | [ 25 ] |
| 2000年 | 第7回  | デイビッド・アッテンボロー           | 自然ドキュメンタリーを通じた環境意識の啓発                                     | [ 26 ] |
| 1999年 | 第6回  | 呉征鎰                               | 中国の植物分類学と生物多様性研究                                               | [ 27 ] |
| 1998年 | 第5回  | ジャレド・ダイアモンド               | 進化生物学と文明史の統合的分析                                                 | [ 28 ] |
| 1997年 | 第4回  | リチャード・ドーキンス               | 進化論の普及と遺伝子の視点からの生物学研究                                     | [ 29 ] |
| 1996年 | 第3回  | ジョージ・ビールズ・シャラー         | 野生動物保護と行動生態学研究                                                   | [ 30 ] |
| 1995年 | 第2回  | 吉良竜夫                             | 植物生態学と地球環境研究の先駆的業績                                           | [ 31 ] |
| 1993年 | 第1回  | ギリアン・トルミー・プランス         | 熱帯雨林の植物学研究と保全活動                                                 | [ 32 ] |